# Denkmalgeschützte Objekte im Bezirk Wolfsberg
Im Bezirk Wolfsberg bestehen 197 denkmalgeschützte Objekte. Die unten angeführte Liste führt zu den Gemeindelisten und gibt die Anzahl der Objekte an.
| Gemeindeliste                 | Objektanzahl |
| ----------------------------- | ------------ |
| Bad St. Leonhard im Lavanttal | 21           |
| Frantschach-St. Gertraud      | 4            |
| Lavamünd                      | 15           |
| Preitenegg                    | 3            |
| Reichenfels                   | 8            |
| Sankt Andrä                   | 28           |
| Sankt Georgen im Lavanttal    | 6            |
| Sankt Paul im Lavanttal       | 20           |
| Wolfsberg                     | 92           |